# 3e droite
3e droite est un roman de science-fiction, crée par François Descraques, paru le 3 octobre 2018, construit à la manière d'une série télévisée, en dix-huit chapitres concis et truffés de rebondissements. Il provient à la base d'un thread Twitter.

## Histoire

### Résumé
« J'habite au 3e étage à droite. Si je meurs, c'est probablement mon proprio qui m'a tué. » Un jeune homme quitte le cocon familial pour s'installer dans un appartement qu'il loue à Mr K., propriétaire louche et peu causant. Dans ce nouveau lieu, d'étranges événements inquiétants vont rapidement se multiplier, et les voisins vont peu à peu révéler leurs vrais visages….

### Thread Twitter
À la base, l'histoire de 3e droite, provient d'un thread Twitter, conçu et mené par François Descraques, qui reprend du dessinateur Manuel Bartual qui avait raconté cet été un récit étrange et haletant sur Twitter. Il écrivait tous les jours des évènements bizarres qui se produisaient durant ses vacances. François Descraques reprend ce format feuilletonnant et réinvente le roman sur le réseau social, mais contrairement à Bartual, il n’est pas le héros de son histoire,.

## Personnages

### Personnages principaux
- Damien : Personne principale de l'œuvre, jeune chômeur ayant quitté son domicile familial après une dispute avec son père, il découvre une annonce de location pour un appartement dans le 12e arrondissement de Paris, là où se déroulera l'histoire.
- Mr. K : Homme d'une cinquantaine d'années, il est le propriétaire de l'immeuble.
- Aude : De son vrai nom, Maude, elle est la voisine du personnage principale.
- Mia : Antagoniste principal de l'œuvre, présenté d'abord comme la fille du propriétaire, elle sera ensuite révélée comme une ancienne compagne de ce dernier.

### Personnages secondaires
- Cisco : De son réel nom, Francis, il est un ami du personnage principal.
- Gwen : Une autre amie du personnage principal, également celle qui a conseillé ce dernier de raconter l'histoire sur Twitter.
- Munch : Créature terrifiante est informe, présente dans la cave de l'immeuble.
- Inspecteur : Inspecteur de police.
- Sam : Ancien locataire de l'appartement du personnage principal.